# 머큐리-아틀라스 9호

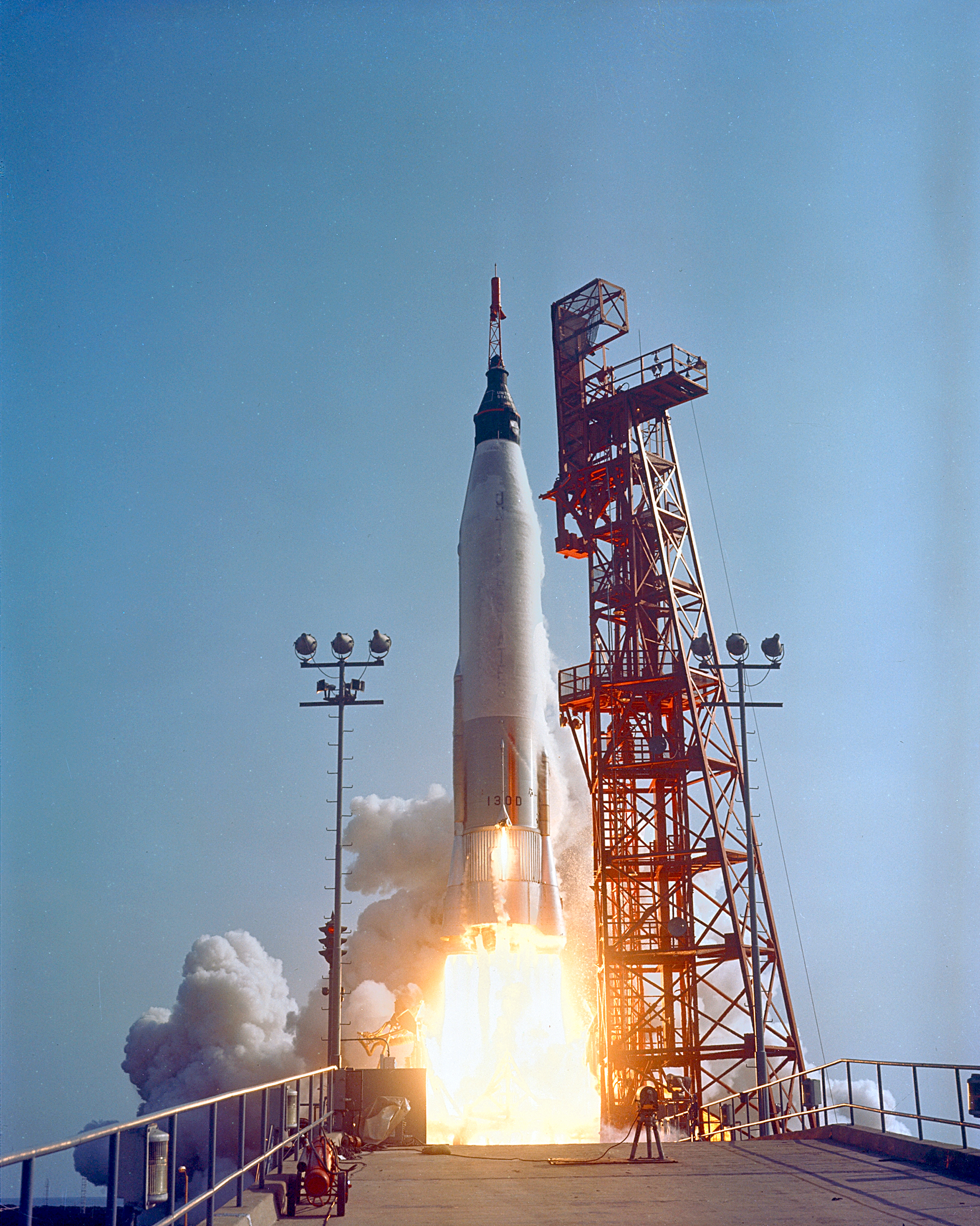
발사

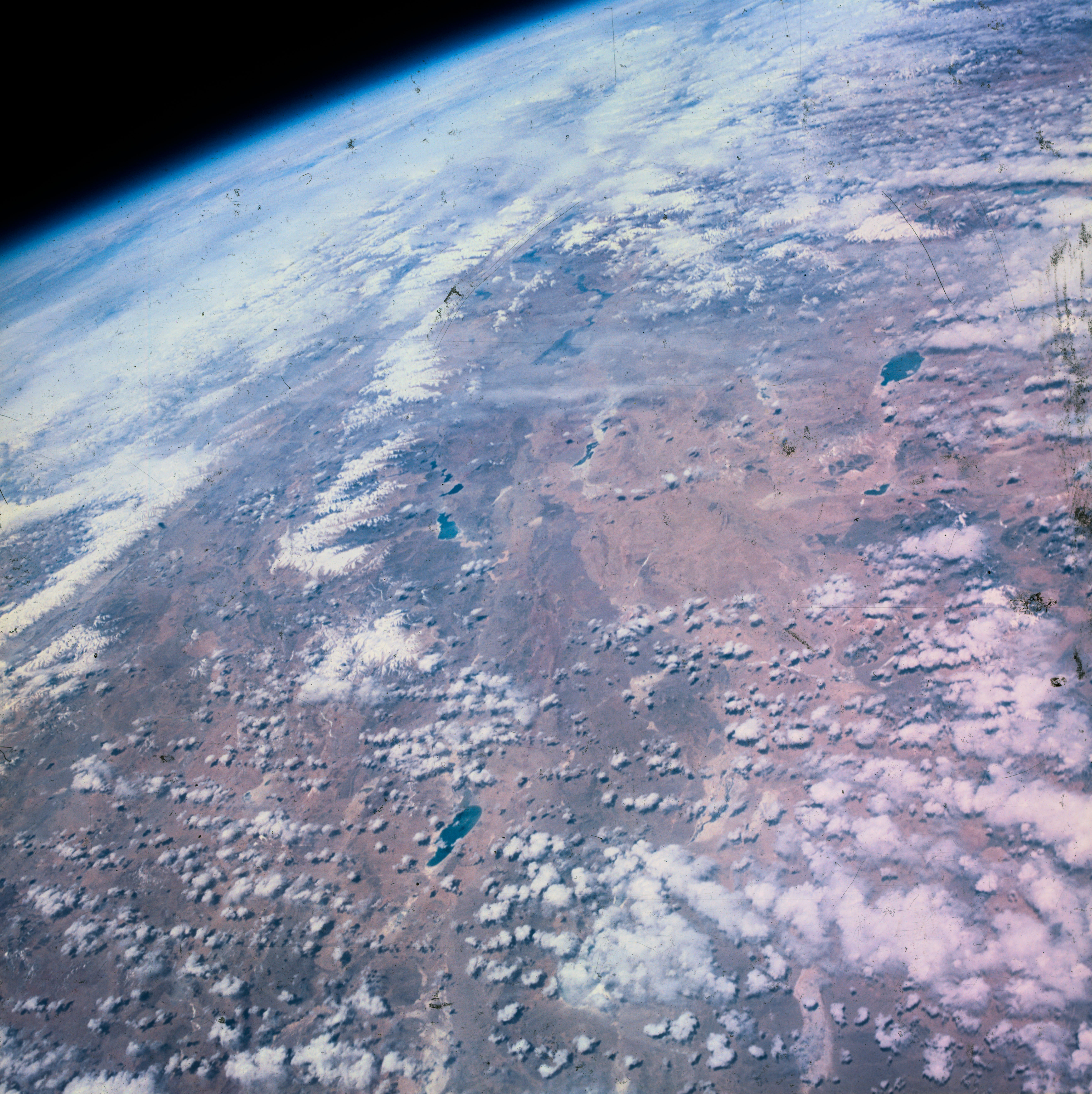
비행 중 촬영한 티벳 사진

머큐리-아틀라스 9호(Mercury-Atlas 9)는 미국 머큐리 계획의 6번째 유인 우주선으로 콜사인은 페이스 7호(Faith 7)였다. 고든 쿠퍼가 탑승했고 1963년 3월 15일 플로리다주 브러바드군 케이프 커내버럴 제14발사대에서 발사됐다. 지구 궤도를 22번 돈 후 태평양에 착륙했다. 페이스 7호의 우주 비행은 미국인으로서는 최초로 만 24시간 동안 우주 비행을 한 것이었다. 이후 미국에서는 한 명만이 우주선에 탑승하여 완전히 단독적인 궤도 미션을 수행한 적이 없었다. 페이스 7호는 현재 휴스턴에 있는 스페이스 센터 휴스턴에 전시되어 있다.